# Oops!... I Did It Again (album)
Oops!... I Did It Again is het tweede studioalbum van Britney Spears. Het werd door Jive Records op 15 mei 2000 wereldwijd uitgebracht.
Er werden miljoenen van exemplaren verkocht. Spears slaagde erin op nummer 1 te debuteren in de Amerikaanse albumhitlijst Billboard Hot 100. Oops! verkoopt wel minder dan haar vorige album ...Baby One More Time. Spears bereikt met dit album 10 keer platina volgens de Australische RIAA!. Het album brengt wereldwijd 22 miljoen dollars op. In tegenstelling tot ...Baby One More Time, wordt Oops! wel goed ontvangen door critici. Bladen als AMG en NME beoordelen het album en geven het beide een 8 op een schaal van 10. Rolling Stone Magazine vindt het album wat minder, en geeft het een ruim voldoende.

## Singles
- Oops!... I Did It Again is de eerste single die Spears uitbrengt van het album, op 29 april 2000. De videoclip ervan werd geregisseerd door Nigel Dick, die ook bij de eerste drie clips van Spears regisseur is geweest. In de videoclip, waarin Spears te zien is in een strak leren pak, danst ze op een platform. Ongeveer aan het eind van de clip probeert een astronaut Spears de liefde te verklaren, maar voordat hij nog iets kan zeggen, moet ze al weigeren. De single bereikt in vele landen de eerste plaats, onder andere in Nederland en België. De single alleen al verkoopt wereldwijd meer dan 1,1 miljoen exemplaren. Oops!... I Did It Again is genomineerd voor diverse prijzen, onder andere van MTV VMA 2000 "Best Female Video", "Best Pop Video" en "Viewer's Choice". Ook was het lied genomineerd bij de Nickelodeon Kids' Choice Awards in 2001 voor "Favorite Song". Uiteindelijk won het geen van de prijzen.
- Lucky is de tweede single van het album. Deze is minder succesvol dan Oops! en verkocht wereldwijd iets minder dan een half miljoen. De single kwam uit op 12 augustus 2000 en was Britney Spears' zesde top 5-hit (nummer 4). Ze staat met Lucky 9 weken in de Nederlandse Top 40. De moraal van de clip en het lied is dat rijke mensen ook eenzaam kunnen zijn.
- Haar derde single is Stronger Hierin bezingt Spears dat ze sterker is geworden door ervaringen met haar ex-vriendje. Het nummer wordt een groot succes, verkoopt wereldwijd bijna een miljoen exemplaren (0,98 mln), waarvan de helft in de Verenigde Staten. Ze heeft ook voor Stronger enkele nominaties gekregen bij grote evenementen: "Best Pop Video" bij de MTV Video Music Awards van 2001 en "Choice Single" bij Teen Choice Awards van hetzelfde jaar. Ze bereikt met "Stronger" wel de eerste plek in een aantal landen, maar in Nederland blijkt Stronger haar eerste non-top 10-hit te zijn. De hoogst behaalde positie in de Nederlandse Top 40 is nummer 14; ze staat er 7 weken in.
- Don't Let Me Be The Last To Know is de laatste, wereldwijd uitgebrachte single van dit album. "Don't Let Me Be the Last to Know" is een van de weinige ballads op het album. In Nederland werd dit nummer niet zo'n groot succes; het bereikt hoogstens nummer 16 en staat niet eens een maand in de top 40. Dit is van alle singles die Spears heeft uitgebracht en die wel in de Top 40 zijn verschenen, haar meest geflopte single. In Amerika deed de single het ook niet goed. Wereldwijd verkoopt de single ook minder dan 100.000 exemplaren.

## Het album
1. "Oops!... I Did It Again" (3:31)
2. "Stronger" (3:23)
3. "Don't Go Knockin' On My Door" (3:14)
4. "(I Can't Get No) Satisfaction" (Rolling Stones-cover) (4:28)
5. "Don't Let Me Be the Last to Know" (3:50)
6. "What U See (Is What U Get)" (3:16)
7. "Lucky" (3:25)
8. "One Kiss From You" (3:23)
9. "Where Are You Now?" (4:39)
10. "Can't Make You Love Me" (3:16)
11. "When Your Eyes Say It" (4:06)
12. "Dear Diary" (2:46)
13. "Girl in the Mirror" (bonustrack) (3:36)
14. "Heart" (bonustrack) (3:01)
15. "You Got It All" (bonustrack) (4:10)

### Medewerkers
- Shania Twain
- Keith Richards
- Bobby Brown
- Rami
- Max Martin
- Kristian Lundin
- Timmy Allen
- Robert Lange
- Nana Hedin

en anderen.

## Oops! in de hitlijsten
| Hitlijst                  | Jaar | Hoogste positie |
| ------------------------- | ---- | --------------- |
| U.S. Billboard 200        | 2000 | nr. 1           |
| Top Internet Albums       | 2000 | nr. 1           |
| Top Britse Albums         | 2000 | nr. 2           |
| Top Canadese Albums       | 2000 | nr. 1           |
| Top Australische Albums   | 2000 | nr. 2           |
| Nederlandse Album Top 100 | 2000 | nr. 1           |